# Communistische Partij van Wit-Rusland (1918-1991)
De Communistische Partij van Wit-Rusland (Wit-Russisch: Камуністычная партыя Беларусі, Kamoenistytsjnaja partyja Bjelaroesi) was een Wit-Russische politieke partij.
De KPB werd in 1918 opgericht. Met steun van het Rode Leger werd op 1 januari 1919 de Wit-Russische Socialistische Sovjetrepubliek (Wit-Russische SSR) gesticht. Tot 1990 bleef de KPB de enige toegelaten politieke partij in de Wit-Russische SSR. In 1925 werd de KPB onderdeel van de Communistische Partij van de gehele Unie, vanaf 1952 bekend onder de naam Communistische Partij van de Sovjet-Unie. De KPB beheerste niet alleen het politieke, maar ook het maatschappelijke en culturele leven van Wit-Rusland. Staatsfuncties, zoals voorzitter van het Presidium van de Opperste Sovjet of voorzitter van de Raad van Ministers waren van veel minder belang dan die van eerste secretaris van de KPB.
Tijdens het grootste deel van het stalinistische tijdperk was Panteilon Ponomarenko eerste secretaris van de KPB (1938-1947) en daarmee de facto leider van de Wit-Russische SSR.
In de jaren 1980, tijdens het bewind van Michail Gorbatsjov, trad er een merkbare liberalisering in. De partijleiding van de KPB bleef echter conservatief. In 1990 werd het monopolie van de KPB afgeschaft en op 4 maart 1990 werden er voor het eerste vrije verkiezingen gehouden voor de Opperste Sovjet. Bij deze verkiezingen verwierf de partij 86% van de 360 zetels. De KPB bleef dus aan de macht en maakte geen haast met economische hervormingen.
In april 1990 werd Wit-Rusland opgeschrikt door stakingen en demonstraties. Het regime besloot hierop economische hervormingen door te voeren, maar deze bleken zeer beperkt. 32 communistische afgevaardigden (waaronder Aleksandr Loekasjenko) sloten zich hierop aan bij Communisten voor de Democratie. Tijdens de coup van augustus 1991 bleek de leiding van KPB de staatsgreep van conservatieve communisten niet af te keuren. Toen Gorbatsjov enkele dagen later opnieuw aan de macht kwam en de coup was mislukt, werd de KPB verboden en werd de Partij van Communisten van Wit-Rusland (PKB) opgericht. Op 19 september 1991 werd de onafhankelijke Republiek Wit-Rusland uitgeroepen (tot 1993 was de naam Wit-Russische SSR nog in gebruik) en na het uiteenvallen de Sovjet-Unie op 25 december 1991 werd deze onafhankelijkheid een feit.
De Communistische Partij van Wit-Rusland (1996) is de opvolger van de partij.